# Biodièsel

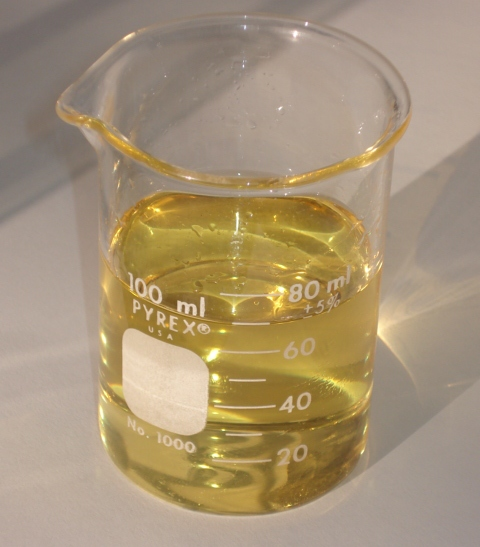
biodièsel de soja.

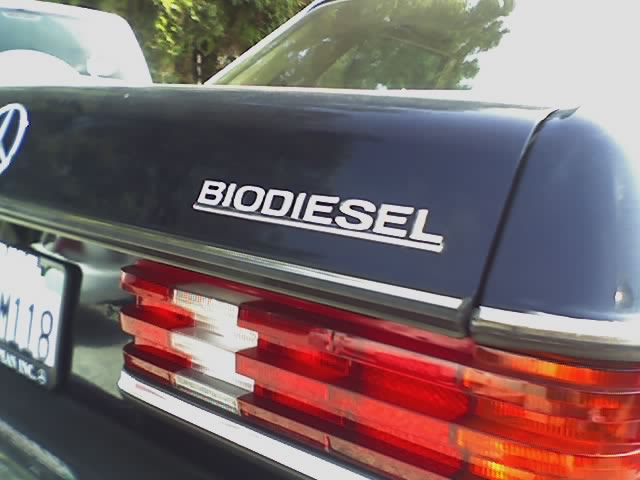
Els Mercedes dièsel més antics són molt populars per funcionar amb biodièsel

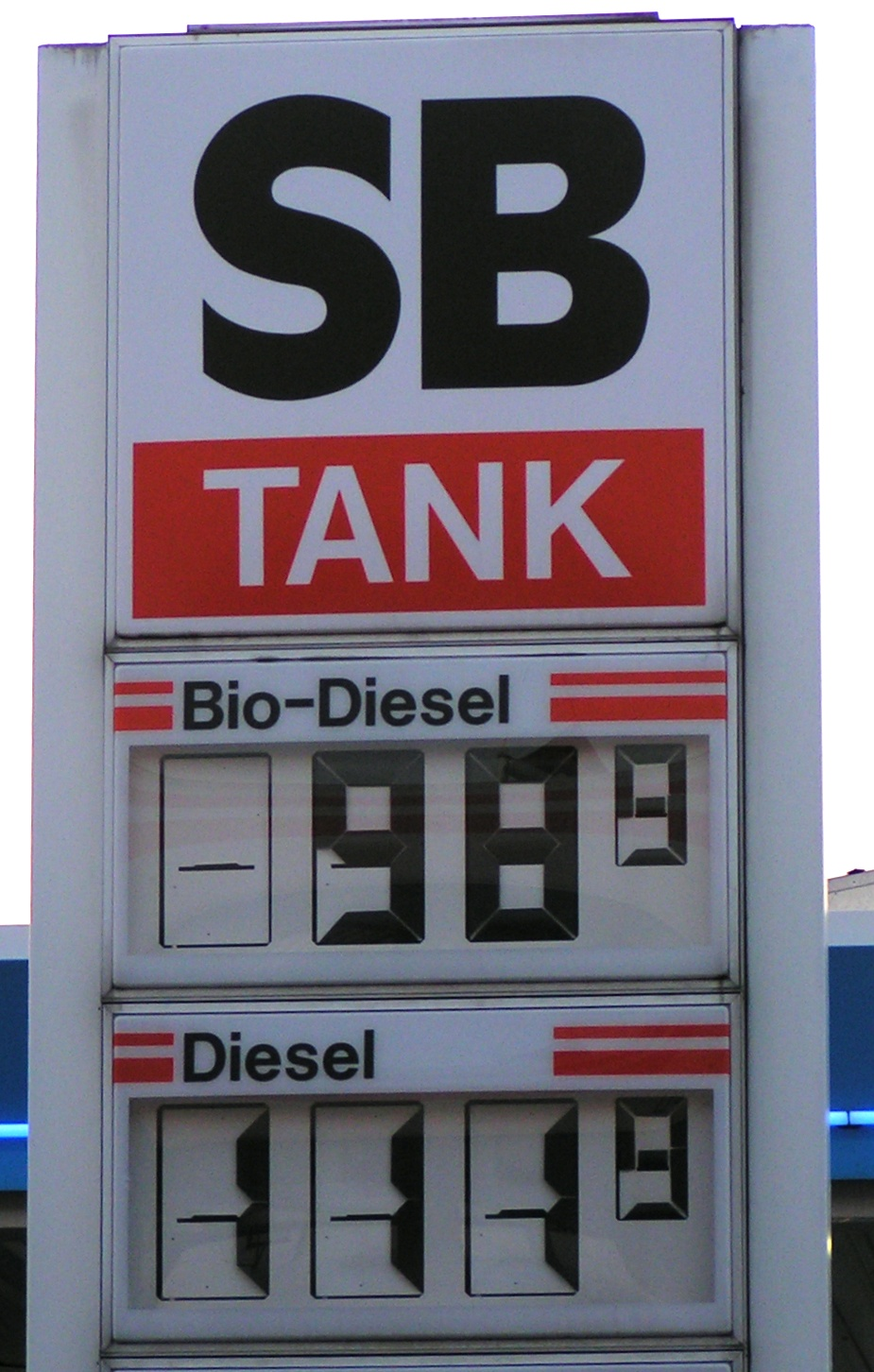
En alguns països, el biodièsel és menys costós que el dièsel convencional

Un biodièsel és un combustible sintètic líquid que s'obté industrialment a partir de greix animal o d'oli vegetal, com per exemple de colza, com a matèries primeres i per a ser utilitzat com a substitutiu total o parcial d'un combustible fòssil, en especial dels derivats del petroli a l'automoció. Aquest combustible està fet a partir de productes de ramaderia i agricultura extensiva, que en comptes d'usar-se per a l'alimentació humana, es cremen per a ser usats com a combustible, emetent igualment dioxid de carboni, fent pujar els preus de l'alimentació bàsica al primer món i presentant greus problemes ambientals globals, de sostenibilitat i de capacitat de càrrega a la Terra. Aquests productes no es cultiven ni fabriquen amb criteris "bio" ni poden tenir les etiquetes amb aquest nom establertes per la Unió Europea.
Tanmateix, els conreus la finalitat dels quals és la producció de biodièsel estan incentivats i en la Unió Europea, on s'estableix que hi hagi un contracte entre l'agricultor i la indústria transformadora i es fan una sèrie de controls per evitar el frau que suposaria que el producte fos desviat cap a finalitats alimentàries. Sembla que les autoritats europees i estatunidenques estan interessades a disminuir les produccions agrícoles, que consideren excedentàries. Es tracta d'una decisió polèmica, amb la qual diverses entitats no governamentals i també els partits ecologistes i alguns d'esquerres es mostren en contra.
D'altra banda, al tercer món milions de persones moren de fam, i sembla que no hi ha prou terres al planeta per a alimentar (cultiu i ramaderia) totes les persones del món. L'expansió de conreus per a combustible es fa a costa de terres de cultiu per a humans i per a ramaderia i pot ser causa de desforestació. Per exemple, Jean-March Jancovici, especialista en energia i clima, afirma que caldria cultivar el 118% de la superfície de França amb gira-sols per a substituir l'energia que aquest país consumeix del petroli amb biodièsel, i que caldrien uns quants planetes com la Terra per a substituir l'energia total obtinguda dels combustibles fòssils.

## Processos industrials
El biodièsel es produeix normalment per reacció d'un oli vegetal o greix animal amb alcohol (metanol o etanol) en presència d'un catalitzador que és finalment eliminat.
El biodièsel pot mesclar-se amb gasoil procedent del refinat de petroli a diferents proporcions. S'utilitzen anotacions abreviades segons el percentatge per volum de biodièsel en la barreja: B100 en cas d'utilitzar biodièsel al 100%, o altres anotacions com B5, B15, B30 o B50, en què la numeració indica el percentatge per volum de biodièsel en la barreja.

## Situació actual
Avui en dia hi ha benzineres que distribueixen biodièsel als consumidors i flotes de transports que l'utilitzen en el seu combustible. Però per a ser totalment competitiu amb els derivats del petroli caldria sobretot abaixar els alts costos de producció del biodièsel.
Alguns investigadors han qüestionat que aquestes menes de combustibles presentin un balanç energètic positiu (faria falta més energia per a produir-los que la finalment obtinguda), tot assenyalant la seva relació amb el foment d'un model agrari intensiu, altament contaminant i molt exigent en el consum de recursos no renovables (aigua, terra, fertilitzants, combustibles fòssils, etc.).

## Impacte ambiental
Tot i que fer servir biodièsel en lloc de dièsel es presenta com una alternativa totalment sostenible, la veritat és que també té un cert impacte ambiental. Algunes de les conseqüències més rellevants, tant positives com negatives, que té l'ús del biodièsel són les següents:

### Emissions d'efecte hivernacle

Diagrama senzill de l'efecte hivernacle.

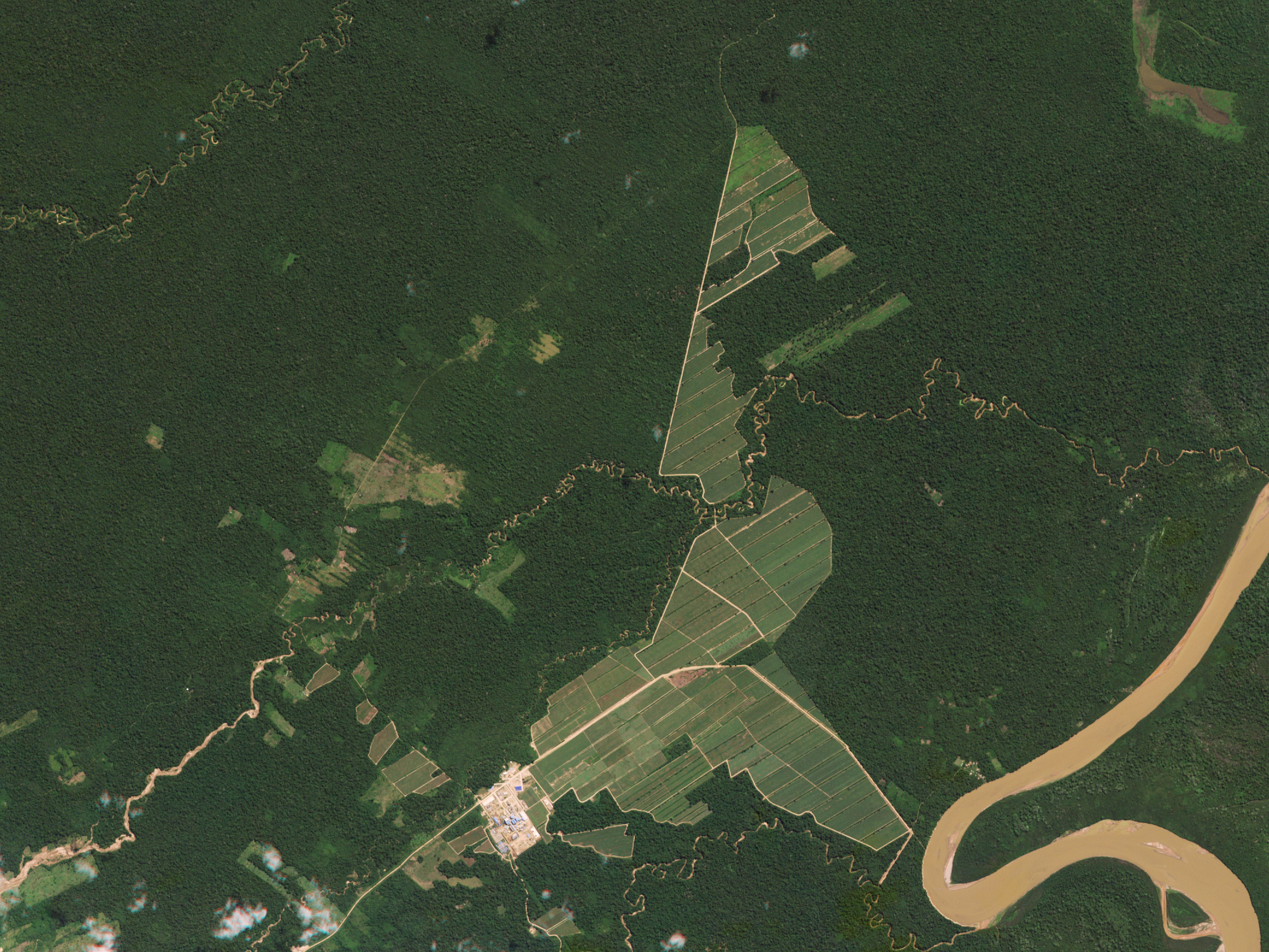
Imatge presa des d'un satèl·lit en la qual s'aprecia el procés de desforestació de l'Amazones a Bolivia.

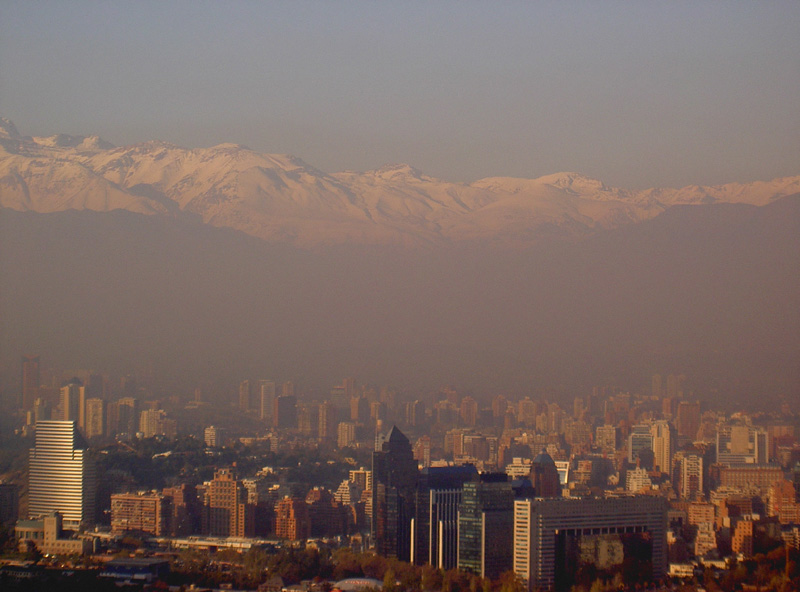
Contaminació a l'aire

Sovint es diu que l'ús d'agrodiesel disminueix les emissions de gas amb efecte d'hivernacle en comparació amb els combustibles fòssils. Especialment els efectes sobre l'ús del sòl varien el potencial causat per les emissions que hi hauria si només es fan servir combustibles fòssils.
El diòxid de carboni és un dels gasos amb efecte d'hivernacle més importants. La combustió del biodièsel produeix una quantitat similar de CO₂ que els combustibles fòssils, però la diferència és que aquell CO₂ que s'emet a l'atmosfera és absorbit per les plantes en creixement. Això ho fan durant la fotosíntesi. La biomassa es transforma en el biodièsel i l'energia i el carboni s'allibera altre cop. Aquestes emissions de CO₂ depenen molt dels mètodes de producció i de la classe de matèria utilitzada.

### Desforestació
Si la desforestació i les tècniques de monocultiu es fan servir per l'augment d'ús dels agrocombustibles poden ser un greu problema ambiental:
- Augment de l'emissió de gasos amb efecte d'hivernacle en lloc d'ajudar a reduir-los.
- Danys als ecosistemes i a la biodiversitat.

La demanda de petroli econòmic procedent de les regions tropicals és motiu de preocupació, ja que per l'augment de la quantitat de terres de cultiu s'està fent a costa de la selva tropical.

### Pol·lució
El biodièsel pot reduir directament les emissions de petites partícules sòlides emeses pels tubs d'escapament dels vehicles fins a un 50% respecte del gasoli convencional. L'agrodièsel conté menys hidrocarburs que el dièsel d'origen fòssil (fins a un 70% menys). Tot això ajuda que hi hagi una disminució important de la pol·lució.

### Biodegradació
Pel que fa a la biodegradació, un estudi de la Universitat d'Idaho va demostrar que el biodièsel es degrada cinc vegades més ràpid que el dièsel que prové del petroli, per la qual cosa és més fàcil d'eliminar.